# ゲル化剤
ゲル化剤（ゲルかざい、英語: Gelling agent）とは、液体をゲル化して固化する化学物質である。用途としては食品に限らないが、食品添加物のゲル化剤は増粘安定剤に詳しい。
一般には界面活性剤の高濃度のミセルや高分子の溶液である高分子ゲルは液体を固化させる働きを有する。例えば、前者は熱水で石鹸の濃厚溶液を作り放冷するとゲルとして固まったり、後者の例はタンパク質であるコラーゲンを乾燥させたゼラチンを熱水で均一な溶液にして放冷して固める調理の際に見られる。
また、ナパーム弾はガソリンを界面活性剤の一種であるナパームで固化したものである。